# Timpul Universal
Timpul universal (TU, UT sau UT1) este un standard de timp bazat pe rotația Pământului. Deși inițial era vorba de timpul solar mediu la 0° longitudine, măsurătorile precise ale Soarelui sunt dificile. Prin urmare, UT1 este calculat pe baza unei măsurători a unghiului Pământului în raport cu Sistemul Internațional de Referință Cerească (ICRF), numit Unghiul de Rotație al Pământului (ERA, care servește drept înlocuitor pentru Timpul Sideral Mediu de Greenwich). UT1 este același peste tot pe Pământ. UT1 este trebuie să respecte relația
ERA = 2π(0,7790572732640 + 1,00273781191135448 · Tu) radiani
unde Tu = (data iuliană UT1 − 2451545.0).

## Istoric
Înainte de introducerea orei standard, fiecare municipalitate din întreaga lume care folosea ceasuri își regla ceasul oficial, dacă avea unul, în funcție de poziția locală a Soarelui (a se vedea timpul solar). Acest lucru a funcționat în mod adecvat până la introducerea transportului feroviar în Marea Britanie, care a făcut posibilă deplasarea cu o viteză suficient de mare pe distanțe lungi pentru a necesita resetarea continuă a ceasurilor pe măsură ce trenul trecea zilnic prin mai multe orașe. Începând din 1847, Marea Britanie a stabilit ora medie de Greenwich, timpul solar mediu pe Meridianul Zero de la Greenwich, Anglia, pentru a rezolva această problemă: toate ceasurile din Marea Britanie au fost setate la această oră, indiferent de ora locală a amiezii solare. Cu ajutorul telescoapelor, GMT a fost calibrat la timpul solar mediu la Observatorul Regal din Greenwich, în Marea Britanie. Pentru a sincroniza aceste ceasuri s-au folosit cronometre sau telegrafie.

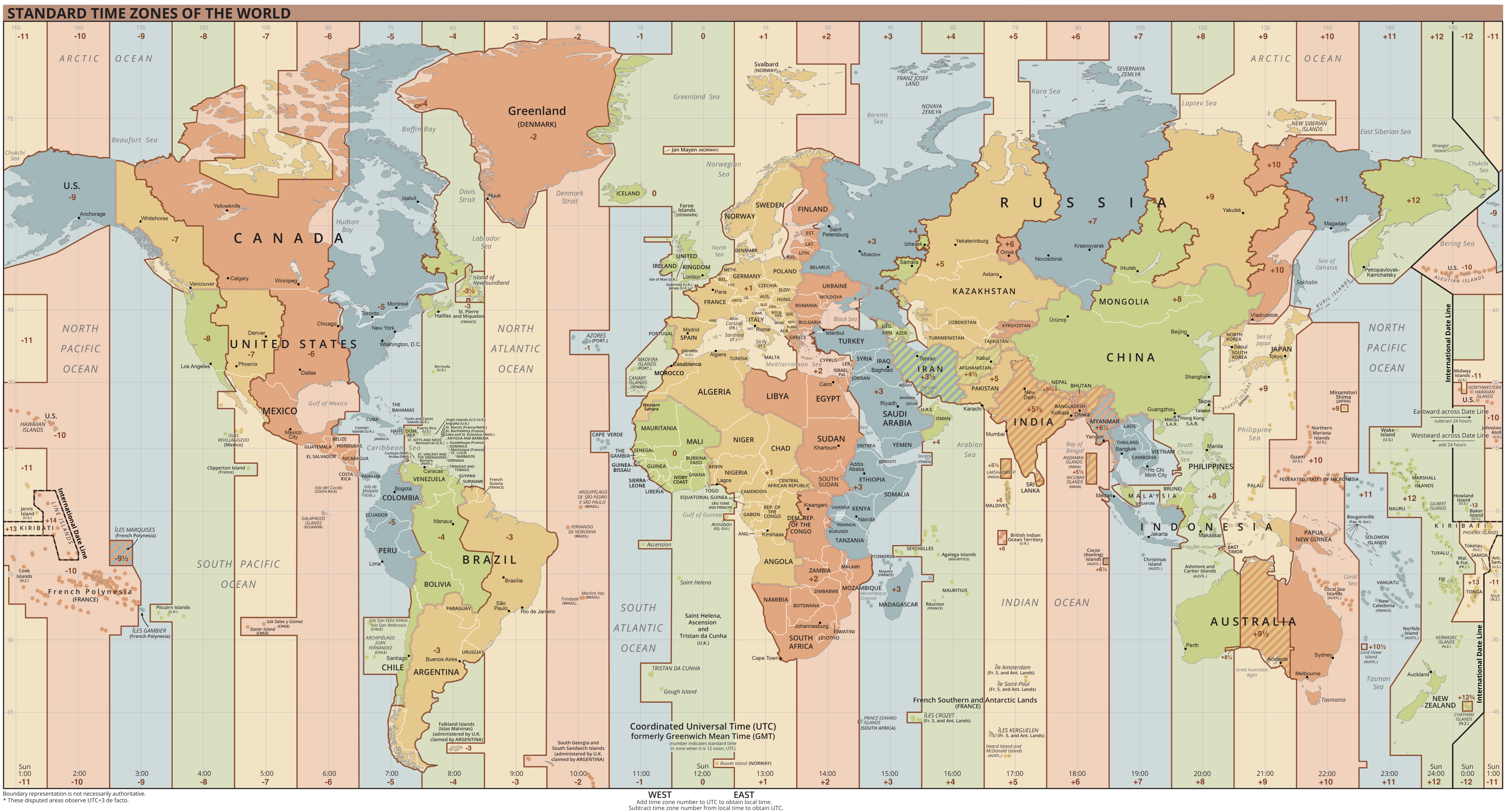
Zonele orare standard ale lumii. Numărul din partea de jos a fiecărui fus orar specifică numărul de ore care trebuie adăugat la UTC pentru a-l converti în ora locală.

Pe măsură ce comerțul internațional a crescut, a apărut necesitatea unui standard internațional de măsurare a timpului. Mai mulți autori au propus o oră „universală” sau „cosmică” (a se vedea Fus orar). Elaborarea timpului universal a început la Conferința Internațională a Meridianelor. La finalul acestei conferințe, la 22 octombrie 1884, s-a anunțat că referința de bază recomandată pentru timpul mondial, „ziua universală”, este timpul solar mediu local la Observatorul Regal din Greenwich, socotită de la ora 0 la miezul nopții medii de Greenwich. Acest lucru era în concordanță cu timpul mediu civil de Greenwich, utilizat în Marea Britanie începând cu 1847. În schimb, GMT astronomic începea la prânz mediu, adică ziua astronomică X începea la prânz în ziua civilă X. Scopul era de a păstra observațiile unei nopți sub o singură dată. Sistemul civil a fost adoptat începând cu ora 0 (civilă) la 1 ianuarie 1925. GMT nautic a început cu 24 de ore înaintea GMT astronomic, cel puțin până în 1805 în Marina Regală, dar a persistat mult mai târziu în alte părți, deoarece a fost menționat la conferința din 1884. Greenwich a fost ales pentru că, în 1884, două treimi din toate diagramele și hărțile nautice îl foloseau deja ca meridian principal.
În perioada cuprinsă între 1848 și 1972, toate țările mari au adoptat fusuri orare bazate pe meridianul Greenwich.
În 1928, Uniunea Astronomică Internațională a introdus termenul de Timp Universal (TU) pentru a se referi la GMT, ziua începând la miezul nopții. Termenul a fost recomandat ca fiind mai precis decât Timpul Mediu de Greenwich, deoarece GMT se putea referi fie la o zi astronomică care începea la prânz, fie la o zi civilă care începea la miezul nopții. Întrucât publicul larg începuse întotdeauna ziua la miezul nopții, scara timpului a continuat să îi fie prezentată ca Timpul Mediu de Greenwich.
Când au fost introduse, semnalele orare de radiodifuziune se bazau pe UT și, prin urmare, pe rotația Pământului. În 1955, BIH a adoptat o propunere a lui William Markowitz, care a intrat în vigoare la 1 ianuarie 1956, împărțind UT în UT0 (UT așa cum era calculat anterior), UT1 (UT0 corectat pentru mișcarea polară) și UT2 (UT0 corectat pentru mișcarea polară și variația sezonieră). UT1 era versiunea suficientă pentru „multe aplicații astronomice și geodezice”, în timp ce UT2 urma să fie difuzată prin radio pentru public.
UT0 și UT2 au devenit curând irelevante datorită introducerii orei universale coordonate (UTC). Începând din 1956, WWV a difuzat un semnal de ceas atomic cu un pas de 20 ms pentru a se alinia la UT1. Eroarea de până la 20 ms față de UT1 este de același ordin de mărime ca și diferențele dintre UT0, UT1 și UT2. Până în 1960, Observatorul Naval al SUA, Observatorul Regal Greenwich și Laboratorul Național de Fizică din Marea Britanie au dezvoltat UTC, cu o abordare în trepte similară. În cadrul reuniunii URSI din 1960, s-a recomandat ca toate serviciile de timp să urmeze exemplul Regatului Unit și al SUA și să difuzeze ora coordonată folosind o frecvență decalată de cesiu care să corespundă progresiei prevăzute a UT2, cu pași ocazionali, după caz. Începând cu 1 ianuarie 1972, UTC a fost definit pentru a urma UT1 cu 0,9 secunde mai degrabă decât UT2, marcând astfel declinul UT2.
Ora civilă urmează, în general, UTC. În unele țări, termenul Greenwich Mean Time (Ora Medie de Greenwich) este utilizat în mod curent și în prezent cu referire la UT1, atât în cronometrarea timpului civil, cât și în almanahurile astronomice și în alte referințe. Ori de câte ori nu este necesar un nivel de precizie mai bun de o secundă, UTC poate fi utilizat ca o aproximare a UT1. Diferența dintre UT1 și UTC este cunoscută sub numele de DUT1⁠(d).

### Adopția în diferite țări
Tabelul prezintă datele de adoptare a fusurilor orare bazate pe meridianul Greenwich, inclusiv a zonelor de jumătate de oră.
| Anul | Țări. |
| ---- | --- |
| 1847 | Marea Britanie. |
| 1880 | Irlanda (întreaga insulă) |
| 1883 | Canada, Statele Unite ale Americii |
| 1884 | Serbia |
| 1888 | Japonia |
| 1892 | Belgia, Țările de Jos, Africa de Sud |
| 1893 | Italia, Germania, Austria-Ungaria (căi ferate) |
| 1894 | Bulgaria, Danemarca, Norvegia, Elveția, România, Turcia (căi ferate)                                                                              |
| 1895 | Australia, Noua Zeelandă, Natal |
| 1896 | Formosa (Taiwan) |
| 1899 | Puerto Rico, Filipine |
| 1900 | Suedia, Egipt, Alaska |
| 1901 | Spania |
| 1902 | Mozambic, Rhodesia |
| 1903 | Ts'intao, Tientsin |
| 1904 | Coasta Chinei, Coreea, Manciuria, N. Borneo |
| 1905 | Chile |
| 1906 | India (cu excepția Calcutta), Ceylon (Sri Lanka), Seychelles                                                                                      |
| 1907 | Mauritius, Chagos |
| 1908 | Insulele Feroe, Islanda |
| 1911 | Franța, Algeria, Tunis, multe posesiuni franceze de peste mări, Indiile de Vest britanice                                                         |
| 1912 | Portugalia și posesiunile de peste mări, alte posesiuni franceze, Samoa, Hawaii, Midway și Guam, Timor, Arcul Bismarck, Jamaica, Insulele Bahamas |
| 1913 | Honduras britanic, Dahomey |
| 1914 | Albania, Brazilia, Columbia |
| 1916 | Grecia, Polonia, Turcia |

| Anul         | Țări |
| ------------ | --- |
| 1917         | Irak, Palestina |
| 1918         | Guatemala, Panama, Gambia, Coasta de Aur |
| 1919         | Letonia, Nigeria |
| 1920         | Argentina, Uruguay, Birmania, Siam |
| 1921         | Finlanda, Estonia, Costa Rica |
| 1922         | Mexic |
| 1924         | Java, URSS |
| 1925         | Cuba |
| 1928         | China interioară |
| 1930         | Bermude |
| 1931         | Paraguay |
| 1932         | Barbados, Bolivia, Indiile Olandeze de Est |
| 1934         | Nicaragua, E. Niger |
| Până în 1936 | Labrador, Norfolk I. |
| Până în 1937 | Insulele Cayman, Curaçao, Ecuador, Terranova |
| Până în 1939 | Fernando Po, Persia |
| Până în 1940 | Lord Howe I. |
| 1940         | Olanda |
| Până în 1948 | Aden, Ascensiunea I., Bahrain, Somalilandul Britanic, Calcutta, Guiana Olandeză, Kenya, Statele Malay Federate, Oman, Strâmtorile, Sfânta Elena, Uganda, Zanzibar |
| Până în 1953 | Raratonga, Georgia de Sud |
| Până în 1954 | Cook Is. |
| Până în 1959 | Republica Maldive I. |
| Până în 1961 | Insula Friendly, Tonga Is. |
| Până în 1962 | Arabia Saudită |
| Până în 1964 | Niue Is. |
| 1972         | Liberia |

În afară de Ora Standard a Nepalului (UTC+05:45), Fusul Orar Standard Chatham (UTC+12:45), folosit în Insulele Chatham din Noua Zeelandă, și Fusul Orar Central-Vestic (UTC+8:45), folosit în Eucla, Australia de Vest și în zonele învecinate, toate fusurile orare în uz sunt definite de un decalaj față de UTC care este un multiplu de jumătate de oră și, în cele mai multe cazuri, un multiplu de o oră.

## Măsurare
Din punct de vedere istoric, timpul universal a fost calculat prin observarea poziției Soarelui pe cer. Dar astronomii au descoperit că era mai precisă măsurarea rotației Pământului prin observarea stelelor în timp ce traversau meridianul în fiecare zi. În prezent, UT în raport cu Timpul Atomic Internațional (TAI) este determinat prin observații prin Interferometrie cu linie de bază foarte lungă (VLBI) ale poziției obiectelor cerești îndepărtate (stele și quasari), o metodă care poate determina UT1 cu o precizie de 15 microsecunde sau mai bună.

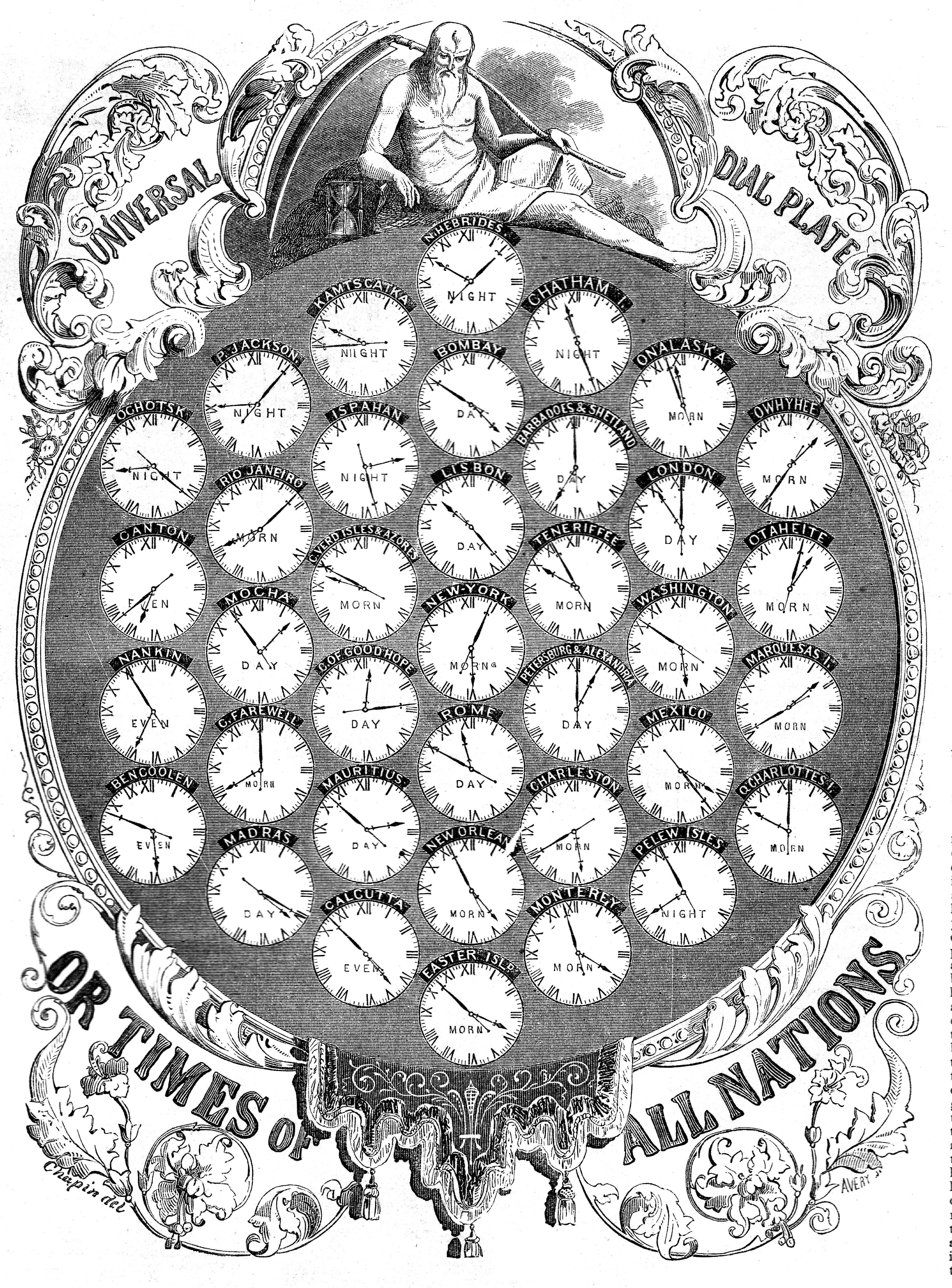
O „placă cu cadran universal” din 1853 care arată timpii relativi ai „tuturor națiunilor” înainte de adoptarea timpului universal.

Rotația Pământului și UT sunt monitorizate de către Serviciul Internațional de Rotație a Pământului și Sisteme de Referință (IERS). Uniunea Astronomică Internațională este, de asemenea, implicată în stabilirea standardelor, dar arbitrul final al standardelor de radiodifuziune este Uniunea Internațională pentru Telecomunicații sau UIT.
Rotația Pământului este oarecum neregulată și, de asemenea, încetinește foarte treptat din cauza accelerației mareice. În plus, lungimea secundei a fost determinată pe baza observațiilor efectuate asupra Lunii între 1750 și 1890. Toți acești factori fac ca ziua solară medie modernă să fie, în medie, puțin mai lungă decât cele 86.400 de secunde SI nominale, numărul tradițional de secunde pe zi. Deoarece UT este astfel ușor neregulat în ritmul său, astronomii au introdus Timpul Efemeridelor, care a fost înlocuit de atunci cu Timpul Terestru (TT). Deoarece Timpul Universal este determinat de rotația Pământului, care se îndepărtează de standardele mai precise de frecvență atomică, este necesară o ajustare (numită secundă intercalată) a acestui timp atomic, deoarece (începând cu 2019) „timpul de difuzare” rămâne în mare parte sincronizat cu timpul solar. Astfel, standardul civil de difuzare pentru timp și frecvență urmează de obicei îndeaproape timpul atomic internațional, dar, ocazional, se face un pas (sau „salt”) pentru a evita ca acestea să se îndepărteze prea mult de timpul solar mediu.
Timpul Dinamic Baricentric (TDB), o formă de timp atomic, este utilizat în prezent în construcția efemeridelor planetelor și a altor obiecte din sistemul solar, din două motive principale. În primul rând, aceste efemeride sunt legate de observațiile optice și radar ale mișcării planetare, iar scara de timp TDB este adaptată astfel încât să fie respectate legile mișcării lui Newton, cu corecții pentru relativitatea generală. În al doilea rând, scalele de timp bazate pe rotația Pământului nu sunt uniforme și, prin urmare, nu sunt potrivite pentru a prezice mișcarea corpurilor din sistemul nostru solar.

## Versiuni alternative
UT1 este forma principală a Timpului Universal. Cu toate acestea, există, de asemenea, alte câteva standarde de timp utilizate mai rar care sunt denumite Timp Universal și care concordă cu UT1 cu o precizie de 0,03 secunde:
- UT0 este timpul universal determinat la un observator prin observarea mișcării diurne a stelelor sau a surselor radio extragalactice, precum și prin observații la distanță ale Lunii și ale sateliților artificiali ai Pământului. Se consideră că locația observatorului are coordonate fixe într-un cadru de referință terestru (cum ar fi Cadrul Internațional de Referință Terestră), dar poziția axei de rotație a Pământului se deplasează pe suprafața Pământului; acest lucru este cunoscut sub numele de mișcare polară. UT0 nu conține nicio corecție pentru mișcarea polară, în timp ce UT1 o include. Diferența dintre UT0 și UT1 este de ordinul a câteva zeci de milisecunde. Denumirea UT0 nu mai este de uz comun.[25]
- UT1R este o versiune netezită a UT1, care filtrează variațiile periodice datorate mareelor. Aceasta include 62 de termeni de netezire, cu perioade cuprinse între 5,6 zile și 18,6 ani.[26] UT1R este încă utilizat în literatura tehnică, dar este rar folosit în alte părți.[27]
- UT2 este o versiune netezită a UT1, care filtrează variațiile sezoniere periodice. Este în principal de interes istoric și este rar utilizat. Se definește prin

{\displaystyle UT2=UT1+0.022\cdot \sin(2\pi t)-0.012\cdot \cos(2\pi t)-0.006\cdot \sin(4\pi t)+0.007\cdot \cos(4\pi t)\;{\mbox{seconds}}}
unde t este timpul ca fracțiune din anul Besselian.